# طلال بن محمد
طلال بن محمد (26 تموز 1965) أمير أردني من العائلة الهاشمية وابن عم الملك عبد الله الثاني، الإبن البكر للأمير محمد شقيق ملك الأردن الراحل الحسين بن طلال. وهو في الترتيب الرابع عشر في خط خلافة العرش الأردني.

## حياته وتعليمه
الأمير طلال هو أحد أفراد العائلة الهاشمية الحاكمة في الأردن، والده هو الأمير محمد بن طلال ووالدته هي فريال إرشيد من أصول فلسطينية.
تلقى تعليمه الابتدائي في عمان، ثم انتقل إلى بريطانيا ليواصل دراسته هناك. وفي عام 1983 التحق بأكاديمية ساندهيرست العسكرية في المملكة المتحدة، وبعد تخرجه عاد إلى عمّان، ثم سافر إلى الولايات المتحدة الأميركية، حيث التحق بجامعة جورج تاون في واشنطن، ونال منها درجة مشتركة من برنامج البكالوريوس والماجستير في علوم الخدمات الخارجية.
عُيّن الأمير طلال ممثلاً شخصياً للملك الحسين وكان السكرتير العسكري له أيضا، وهو المستشار الخاص للملك عبد الله، عمل مديراً لمركز لواء القوات الخاصة، كما تولّى رئاسة مجلس أمناء جامعة مؤتة، وكان عضواً في مجلس التعليم العالي. وهو عضو في الهيئة العليا لمؤسسة المتقاعدين العسكريين والمحاربين القدماء.
يتقن اللغتَين الإنجليزية والفرنسية، ومن هواياته التزلج على الجليد وممارسة رياضة الفروسية والهبوط بالمظلات. ويحمل رتبة لواء فخري بالقوات المسلحة الأردنية، أحيل على التقاعد في 26 كانون الأول 2017.

## أوسمة
نال الأمير طلال العديد من الأوسمة والميداليات منها: وسام النهضة من الدرجة الأولى، وميدالية الاستحقاق العسكري، وميدالية الكفاءة القيادية، بالإضافة إلى أوسمة من دول أجنبية.

## حياته الأسرية
تزوج الأمير طلال من الأميرة غيداء عام 1991 ورُزقا بثلاث أبناء:
- الأمير حسين في 15 تشرين الأول 1999.
- الأمير محمد والأميرة رجاء الذان ولدا في 13 آذار 2001.[4]